# Lent bifocal

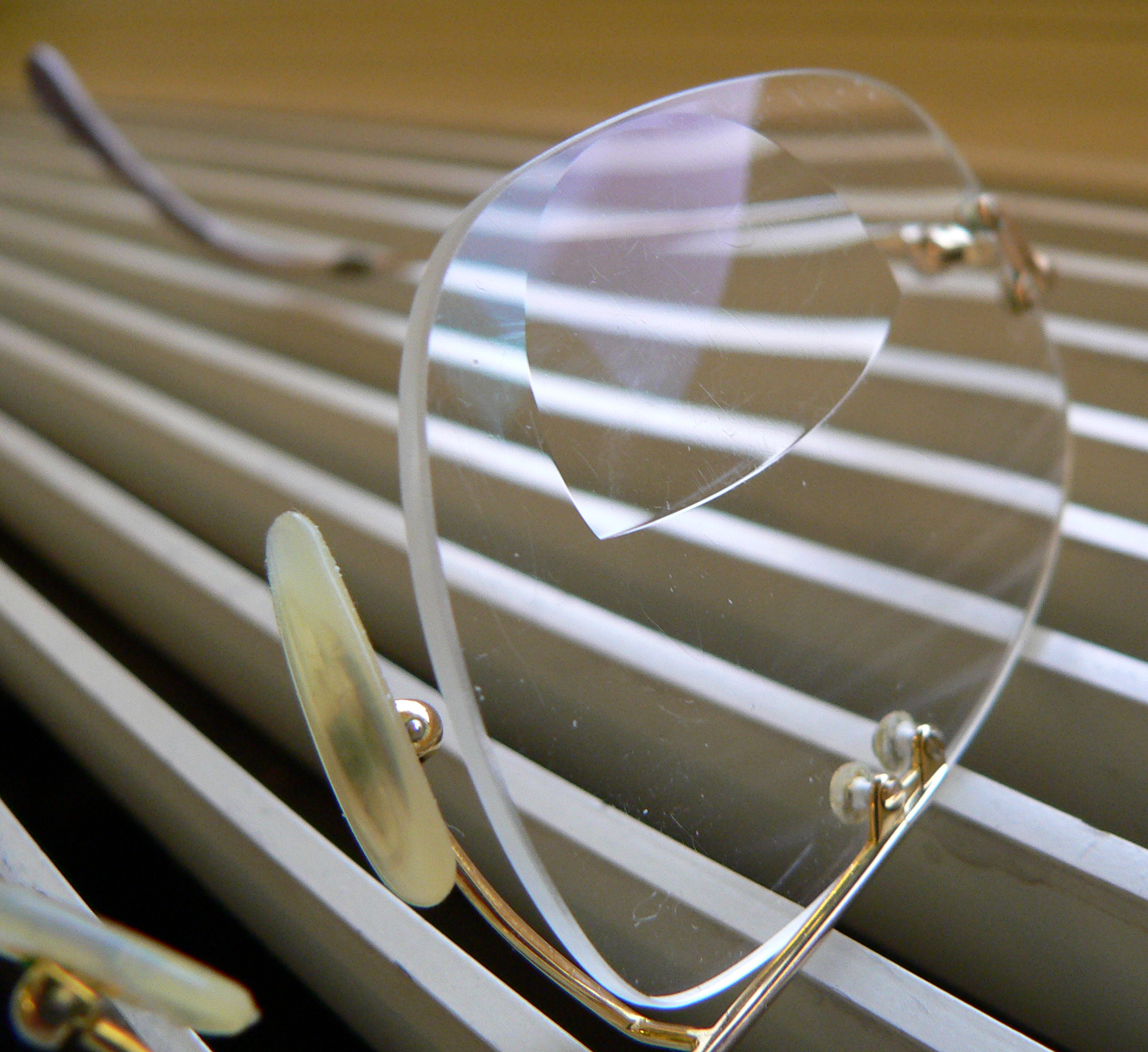
Lent bifocal.

Lents bifocals són lents correctives que contenen dues potències diferents. Són utilitzades principalment per a persones amb presbícia i que també requereixen correcció per a miopia o hipermetropia. Si també es necessita correcció per a distàncies intermèdies, es poden utilitzar lents trifocals o progressives. La lent bifocal va ser popularitzada a finals del segle xviii per Benjamin Franklin, qui havia experimentat gran molèstia per la necessitat de dos parells de mirallets per corregir la visió llunyana i la propera.

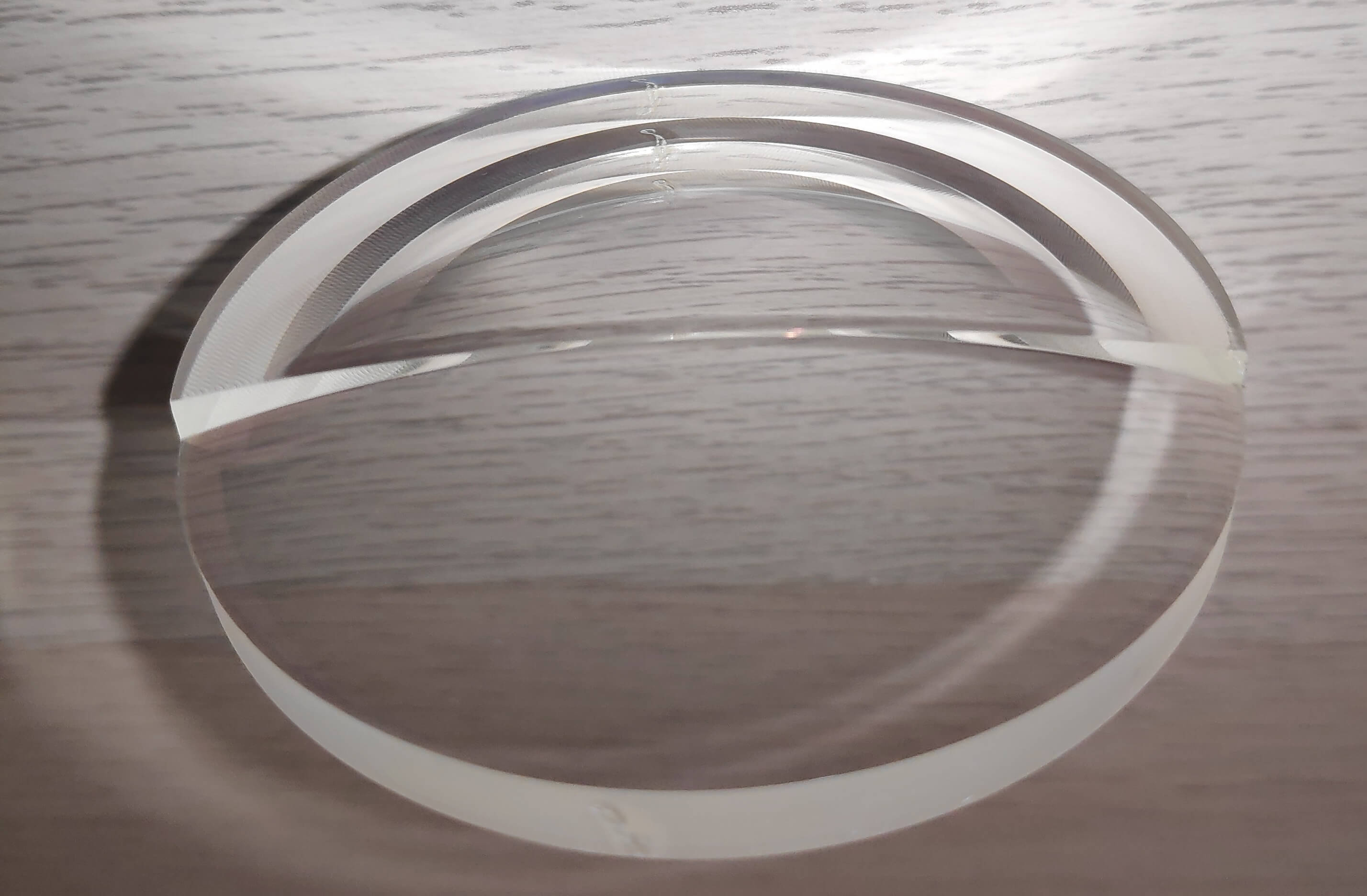
Lent bifocal executiva

Aprofitant el fet que quan una persona mira alguna cosa a curta distància usualment mira cap avall i viceversa, els primers bifocals (aquells usats per Franklin) van ser dissenyats amb lents per a visió propera en la meitat inferior de la muntura i lents per a visió llunyana en la part superior. Originalment, els lents eren simplement tallats en dues i combinats sobre la muntura, aquest tipus de lent es diuen bifocals executius, i encara avui s'utilitzen com un mètode per al control de miopia. En l'actualitat la majoria de bifocals consisteixen en un petit segment modelat dins o sobre el lent.
Les lents bifocals estan disponibles amb el segment per a lectura en una gran varietat de formes i amplades. La més popular és la de topall recte (flat top) de 28 mm. En els últims anys també s'han popularitzat les bifocals invisibles, que tenen la peculiaritat que el segment no pot ser distingit per un observador que miri a un usuari de bifocals a certa distància. Això té una fi merament estètica.

## Problemes
Amb l'ús estès dels ordinadors, els usuaris de bifocals han experimentat alguns problemes. Encara que la major part dels materials de lectura es distingeixen fàcilment amb lents bifocals, els monitors de computadora se situen en general directament davant dels usuaris, però encara prou a prop per a requerir lents correctives, fent que els usuaris hagin d'inclinar el cap amunt per a veure la pantalla. Això pot evitar-se mitjançant l'ús de lents progressives.
Es poden usar lents bifocals per a la computadora col·locant la mesura intermèdia en la part superior i la mesura de prop en la inferior. Amb la restricció que només servirà per usar la computadora i llegir.

### Problemes amb la presbícia
Les ulleres bifocals tenen dues graduacions: una per veure des de lluny i una altra per veure de prop (a uns 20cm, distància de lectura en el cas de la presbícia). Aquesta part de la lent, que és la part inferior, desenfoca la imatge observada a través de l'angle inferior de visió, afectant la capacitat de jutjar la distància i l'altura dels graons o superfícies irregulars sobre les quals s'intenta caminar.
Hi ha proves que el fet de caminar, portant posades les lents bifocals, trifocals o varifocals, augmenta el risc de caigudes en una persona amb presbícia (normalment a partir de certa edat), en comparació de la mateixa persona portant posades unes lents d'una sola graduació (que no estan graduades per llegir). Això ocorre per estar els peus d'una persona en caminar a una distància molt superior a la distància de lectura per la qual han estat calibrades les lents.

## Lents bifocals intraoculars
A més de les lents bifocals convencionals, gràcies a les millores tecnològiques, existeixen lents intraoculars bifocals les quals s'utilitzen per a la substitució del cristal·lí en cirurgies de correcció de cataractes o de vista cansada, a més de trobar també lents intraoculars, monofocals i trifocals, permetent al pacient recuperar visió a diverses distàncies reduint notablement la dependència en l'ús de les ulleres.